# Mountain West Conference

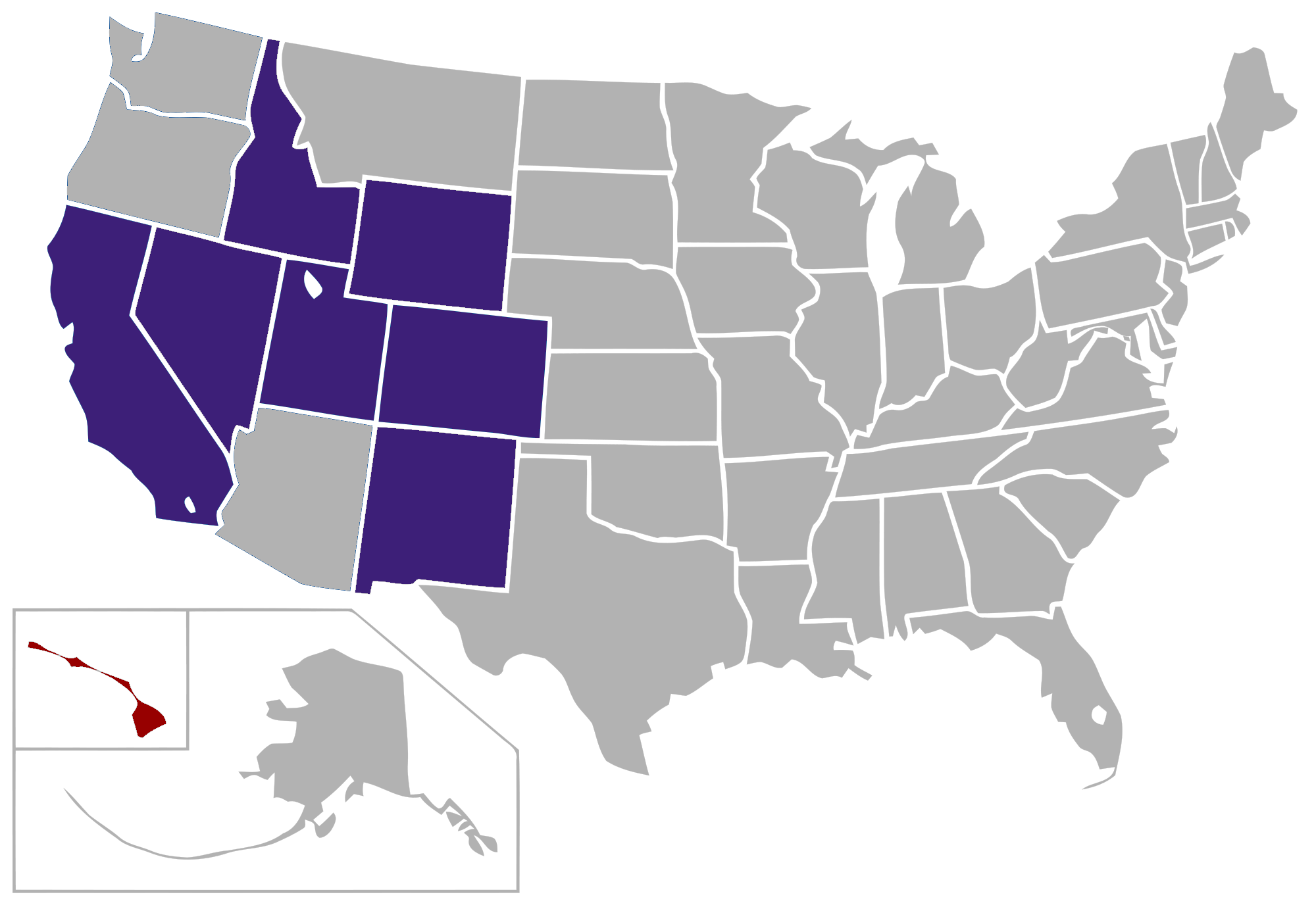
La MW en 2012-13.

La Mountain West Conference (MW) est un groupement de douze universités du Sud-Ouest des États-Unis gérant les compétitions sportives dans dix-huit disciplines soit huit pour les équipes masculines et dix pour les équipes féminines.
Officiellement opérationnelle depuis le 4 janvier 1999, sept des huit équipes fondatrices de la MW ont été membres pendant de nombreuses années de la Western Athletic Conference, la moitié d'entre elles en étant membre depuis 1962. Globalement, toutes les universités membres actuellement de la MW ont au moins été membre de la WAC pendant trois saisons, que ce soit avec un programme sportif complet ou avec le seul programme de football américain.

## Histoire
La Mountain West Conference est créée le 26 mai 1998 et débute officiellement les compétitions le 4 janvier 1999. Initialement composée de huit universités (Air Force, BYU, Colorado State, UNLV, New Mexico, San Diego State, Utah et Wyoming), TCU la rejoint en 2005.
Le 1er septembre 2006, la MWC lance sa chaine de télévision : « mtn. ».
En 2011, Utah quitta la conférence pour rejoindre la Conférence Pacific-12 tandis que BYU intégra la West Coast Conference à l'exception de son programme de football américain qui prit le statut d'équipe indépendante.
Après ces deux départs, cinq nouvelles universités ont intégré la Mountain West : 
Boise State en 2011, Fresno State, Nevada, Hawaï en 2012 et San Jose State et Utah State en 2013.
En septembre 2024, Boise State, Colorado State, Fresno State, San Diego State et Utah State annoncent leur départ de la Mountain West à partir de 2026. En octobre 2024, la Mountain West annonce l'intégration d'UTEP pour 2026 comme membre à part entière. Le changement de statut d'Hawaï passant de membre associé en football américain à celui de membre à part entière dès 2026 est confirmé le 14 octobre 2024.
Le 1er novembre 2024, la Mountain West a annoncé que Grand Canyon, une école sans équipe de football américain et membre de la Western Athletic Conference, la rejoindrait au plus tard en juillet 2026. Grand Canyon, qui est revenu sur son transfert prévu en juillet 2025 à la West Coast Conference, a annoncé qu'il ne rejoindrait pas la WCC et que si les statuts de la Mountain West le permettaient, il rejoindrait cette conférence au deuxième trimestre 2025. Le 8 juillet 2025, Grand Canyon a été annoncé comme nouveau membre avec effet immédiat.
Le 10 décembre 2024, la Mountain West a annoncé que l'UC Davis deviendrait membre à part entière, mais ne rejoindrait pas le football américain. Cette équipe restera dans la Football Championship Subdivision en tant que membre associé de la Big Sky Conference.
Le 7 janvier 2025, Northern Illinois a été annoncé comme membre associé au football américain de la conférence, à compter de 2026.

## Altitude des campus
La Mountain West Conference porte bien son nom puisque l'altitude moyenne des universités qui la compose est de 922 mètres.
| Université       | Altitude |
| ---------------- | -------- |
| Wyoming          | 2194 m   |
| Air Force        | 2033 m   |
| New Mexico       | 1577 m   |
| Colorado State   | 1526 m   |
| Utah State       | 1456 m   |
| Nevada           | 1391 m   |
| Boise State      | 822 m    |
| UNLV             | 616 m    |
| San Diego State  | 131 m    |
| Fresno State     | 103 m    |
| Hawaï            | 32 m     |
| San Jose State   | 25 m     |
| Altitude moyenne | 992 m    |

## Les membres actuels

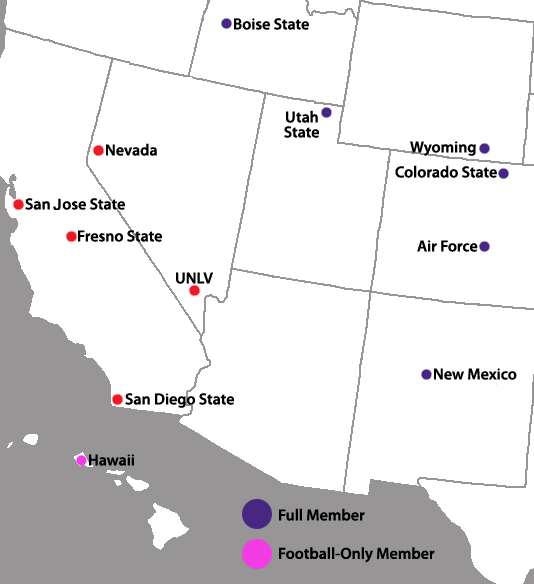
Répartition géographique par division (2012 à 2022)

La conférence a été organisée en divisions « Mountain » et « West » (français : Montagne et Ouest) dans de nombreux sports, notamment le football américain, de 2012 à 2022. À partir de la saison 2023, les divisions ont été éliminées.
Membres sortants en rose.
| Institutions                             | Siège                        | Fondation | Type     | Surnom                         | Rejoint |
| ---------------------------------------- | ---------------------------- | --------- | -------- | ------------------------------ | ------- |
| United States Air Force Academy          | USAF Academy, Colorado       | 1954      | Fédéral  | Falcons de l'Air Force         | 1999    |
| Université d'État de Boise               | Boise, Idaho                 | 1932      | Publique | Broncos de Boise State         | 2011    |
| Université d'État du Colorado            | Fort Collins, Colorado       | 1870      | Publique | Rams de Colorado State         | 1999    |
| Université d'État de Californie à Fresno | Fresno, Californie           | 1911      | Publique | Bulldogs de Fresno State       | 2012    |
| Université du Grand Canyon (en)          | Phoenix, Arizona             | 1956      | Privée   | Antelopes de Grand Canyon      | 2025    |
| Université du Nevada à Reno              | Reno, Nevada                 | 1874      | Publique | Wolf Pack du Nevada            | 2012    |
| Université du Nouveau-Mexique            | Albuquerque, Nouveau-Mexique | 1888      | Publique | Lobos du Nouveau-Mexique       | 1999    |
| Université d'État de San Diego           | San Diego, Californie        | 1897      | Publique | Aztecs de San Diego State      | 1999    |
| Université d'État de San José            | San José, Californie         | 1857      | Publique | Spartans de San Jose State     | 2013    |
| Université du Nevada à Las Vegas         | Las Vegas, Nevada            | 1957      | Publique | Rebels de l'UNLV               | 1999    |
| Université d'État de l'Utah              | Logan, Utah                  | 1888      | Publique | Aggies d'Utah State            | 2013    |
| Université du Wyoming                    | Laramie, Wyoming             | 1886      | Publique | Cowboys et Cowgirls du Wyoming | 1999    |

1. ↑  Grand Canyon n'a pas de programme de football américain.
2. ↑  Le campus a une adresse postale à Las Vegas mais se trouve en dehors des limites de la ville dans la communauté de Paradise.

### Futurs membres
| Institutions                     | Siège             | Fondation | Type     | Surnom                                     | Adhésion |
| -------------------------------- | ----------------- | --------- | -------- | ------------------------------------------ | -------- |
| Université d'Hawaï à Mānoa       | Honolulu, Hawaï   | 1907      | Publique | Rainbow Warriors et Rainbow Wāhine d'Hawaï | 2026     |
| Université de Californie à Davis | Davis, Californie | 1905      | Publique | Aggies de l'UC Davis                       | 2026     |
| Université du Texas à El Paso    | El Paso, Texas    | 1913      | Publique | Miners de l'UTEP                           | 2026     |

1. ↑  Hawaï est membre du football américain depuis 2012.
2. ↑  UC Davis continuera à jouer au football américain en Division I FCS en tant que membre de la Big Sky Conference.

### Membres associés
Membre sortant en rose.
| Institutions                    | Siège                      | Fondation | Type     | Surnom                      | Rejoint | Sport(s)           | Conférence primaire                                     |
| ------------------------------- | -------------------------- | --------- | -------- | --------------------------- | ------- | ------------------ | ------------------------------------------------------- |
| Colorado College                | Colorado Springs, Colorado | 1874      | Privée   | Tigers de Colorado College  | 2014    | Soccer féminin     | Southern Collegiate Athletic Conference (en) (Div. III) |
| Université d'Hawaï à Mānoa      | Honolulu, Hawaï            | 1907      | Publique | Rainbow Warriors d'Hawaï    | 2012    | Football américain | Big West Conference (Mountain West Conference en 2026)  |
| Université d'État de Washington | Pullman, Washington        | 1890      | Publique | Cougars de Washington State | 2024    | Baseball           | Pac-12 Conference                                       |
| Université d'État de Washington | Pullman, Washington        | 1890      | Publique | Cougars de Washington State | 2024    | Natation féminine  | Pac-12 Conference                                       |

### Futur membre associé
| Institutions                     | Siège            | Fondation | Type     | Surnom                       | Rejoint | Sport(s)           | Conférence primaire                              |
| -------------------------------- | ---------------- | --------- | -------- | ---------------------------- | ------- | ------------------ | ------------------------------------------------ |
| Université du Nord de l'Illinois | DeKalb, Illinois | 1895      | Publique | Huskies de Northern Illinois | 2026    | Football américain | Mid-American Conference (Horizon League en 2026) |

## Sports
| - Athlétisme - Baseball - Basket-ball - Cross country - Football (Soccer) - Football américain |  | - Golf - Gymnastique - Natation et plongeon - Softball - Tennis - Volley-ball |

## Installations sportives
Futurs membres en gris. Membres sortant en rose.
| Université        | Stade de football américain                        | Capacité                                           | Salle de basketball                                                        | Capacité                                | Stade de baseball                       | Capacité                                |
| ----------------- | -------------------------------------------------- | -------------------------------------------------- | -------------------------------------------------------------------------- | --------------------------------------- | --------------------------------------- | --------------------------------------- |
| Air Force         | Falcon Stadium                                     | 52 480                                             | Clune Arena (en)                                                           | 5 858                                   | Erdle Field                             | 1 000                                   |
| Boise State       | Albertsons Stadium                                 | 37 000                                             | ExtraMile Arena                                                            | 12 480                                  | Memorial Stadium                        | 4 500                                   |
| Colorado State    | Canvas Stadium (en)                                | 41 000                                             | Moby Arena (en)                                                            | 8 745                                   | pas d'équipe en baseball                | pas d'équipe en baseball                |
| Fresno State      | Valley Children's Stadium                          | 41 031                                             | Save Mart Center                                                           | 15 544                                  | Pete Beiden Field                       | 5 422                                   |
| Grand Canyon      | pas d'équipe en football américain                 | pas d'équipe en football américain                 | Global Credit Union Arena (en)                                             | 7 500                                   | Brazell Field                           | 4 500                                   |
| Hawaiʻi           | Ching Athletics Complex (en)                       | 15 000                                             | Stan Sheriff Center (en)                                                   | 10 300                                  | Les Murakami Stadium                    | 4 312                                   |
| Nevada            | Mackay Stadium (en)                                | 33 400                                             | Lawlor Events Center (en)                                                  | 11 784                                  | William Peccole Park                    | 3 000                                   |
| New Mexico        | University Stadium                                 | 39 224                                             | The Pit                                                                    | 15 411                                  | Santa Ana Star Field                    | 1 000                                   |
| Northern Illinois | Huskie Stadium (en)                                | 28 211                                             | membre en football américain uniquement                                    | membre en football américain uniquement | membre en football américain uniquement | membre en football américain uniquement |
| San Diego State   | Snapdragon Stadium                                 | 35 000                                             | Viejas Arena                                                               | 12 414                                  | Tony Gwynn Stadium                      | 3 000                                   |
| San Jose State    | CEFCU Stadium                                      | 30 456                                             | Provident Credit Union Event Center (en)                                   | 5 000                                   | San Jose Municipal Stadium              | 4 200                                   |
| UC Davis          | Joue au football américain à la Big Sky Conference | Joue au football américain à la Big Sky Conference | University Credit Union Center (en)                                        | 7 600                                   | Dobbins Stadium                         | 3 500                                   |
| UNLV              | Allegiant Stadium                                  | 65 000                                             | Thomas & Mack Center (équipes masculines) Cox Pavilion (équipes féminines) | 18 776 2 500                            | Earl Wilson Stadium                     | 3 000                                   |
| Utah State        | Maverik Stadium                                    | 25 100                                             | Dee Glen Smith Spectrum (en)                                               | 10 270                                  | pas d'équipe en baseball                | pas d'équipe en baseball                |
| UTEP              | Sun Bowl Stadium                                   | 51 500                                             | Don Haskins Center (en)                                                    | 12 222                                  | pas d'équipe en baseball                | pas d'équipe en baseball                |
| Wyoming           | War Memorial Stadium                               | 30 514                                             | Arena-Auditorium                                                           | 15 028                                  | pas d'équipe en baseball                | pas d'équipe en baseball                |

1. ↑  Stade temporaire tandis que l'Aloha Stadium (50 000 places) est remplacé par un nouveau stade sur le même site. Le nouveau stade devrait ouvrir ses portes en 2028.

## Finales de conférence en football américain (depuis 2013)
Le tableau ci-dessous renseigne les finales de la conférence. Celles-ci existent depuis la saison 2013.
Les équipes gagnantes sont renseignées en gras et le classement des équipes est celui décerné avant le match par l'Associated Press (AP).
| Saison | Division Ouest                | Division Ouest          | Division Mountain         | Division Mountain      | Site                                           | Assistance   |
| ------ | ----------------------------- | ----------------------- | ------------------------- | ---------------------- | ---------------------------------------------- | ------------ |
| 2013   | 24 Bulldogs de Fresno State   | 24                      | Aggies d'Utah State       | 17                     | Bulldog Stadium, Fresno, Californie            | 31 362       |
| 2014   | Bulldogs de Fresno State      | 14                      | 22 Broncos de Boise State | 28                     | Albertsons Stadium, Boise, Idaho               | 26 101       |
| 2015   | Aztecs de San Diego State     | 27                      | Falcons de l'Air Force    | 24                     | Qualcomm Stadium, San Diego, Californie        | 20 959       |
| 2016   | Aztecs de San Diego State     | 27                      | Cowboys du Wyoming        | 24                     | War Memorial Stadium, Laramie, Wyoming         | 24 001       |
| 2017   | 25 Bulldogs de Fresno State   | 14                      | Broncos de Boise State    | 17                     | Albertsons Stadium, Boise, Idaho               | 24 515       |
| 2018   | 25 Bulldogs de Fresno State   | 19                      | 19 Broncos de Boise State | 16OT                   | Albertsons Stadium, Boise, Idaho               | 23 662       |
| 2019   | Rainbow Warriors d'Hawaï      | 10                      | 19 Broncos de Boise State | 31                     | Albertsons Stadium, Boise, Idaho               | 23 561       |
| 2020   | 25 Spartans de San Jose State | 34                      | Broncos de Boise State    | 20                     | Sam Boyd Stadium, Whitney, Nevada              | 0 (Covid-19) |
| 2021   | 19 Aztecs de San Diego State  | 13                      | Aggies d'Utah State       | 46                     | Dignity Health Sports Park, Carson, Californie | 13 445       |
| 2022   | Bulldogs de Fresno State      | 28                      | Broncos de Boise State    | 16                     | Albertsons Stadium, Boise, Idaho               | 24 037       |
| Saison | 1er en saison régulière       | 1er en saison régulière | 2e en saison régulière    | 2e en saison régulière | Site                                           | Assistance   |
| 2023   | Rebels de l'UNLV              | 20                      | Broncos de Boise State    | 44                     | Allegiant Stadium, Paradise, Nevada            | 31 473       |
| 2024   | 10 Broncos de Boise State     | 21                      | 19 Rebels de l'UNLV       | 7                      | Albertsons Stadium, Boise, Idaho               | 36 663       |

| Nb. | Équipe                     | G | P | %    | Années du titre              | Années comme finaliste |
| --- | -------------------------- | - | - | ---- | ---------------------------- | ---------------------- |
| 8   | Broncos de Boise State     | 5 | 3 | 62,5 | 2014, 2017, 2019, 2023, 2024 | 2018, 2020, 2022       |
| 5   | Bulldogs de Fresno State   | 3 | 2 | 50,0 | 2013, 2018, 2022             | 2014, 2017             |
| 3   | Aztecs de San Diego State  | 2 | 1 | 66,7 | 2015, 2016                   | 2021                   |
| 2   | Aggies d'Utah State        | 1 | 1 | 50,0 | 2021                         | 2013                   |
| 2   | Rebels de l'UNLV           | 0 | 2 | 0,0  |                              | 2023, 2024             |
| 1   | Spartans de San Jose State | 1 | 0 | 100  | 2020                         |                        |
| 1   | Falcons de l'Air Force     | 0 | 1 | 0,0  |                              | 2015                   |
| 1   | Cowboys du Wyoming         | 0 | 1 | 0,0  |                              | 2016                   |
| 1   | Rainbow Warriors d'Hawaï   | 0 | 1 | 0,0  |                              | 2019                   |

## Palmarès de conférence
| Football américain - 1999 : BYU/Colorado State/Utah - 2000 : Colorado State - 2001 : BYU - 2002 : Colorado State - 2003 : Utah - 2004 : Utah - 2005 : TCU - 2006 : BYU - 2007 : BYU - 2008 : BYU - 2009 : Utah - 2010 : TCU - 2011 : TCU - 2012 : Boise State/Fresno State/San Diego State - 2013 : Fresno State - 2014 : Boise State - 2015 : San Diego State - 2016 : San Diego State - 2017 : Boise State - 2018 : Fresno State - 2019 : Boise State - 2020 : Boise State - 2021 : Utah State - 2022 : Boise State Football féminin - 1999 : San Diego State - 2000 : BYU - 2001 : BYU - 2002 : BYU - 2003 : Utah - 2004 : UNLV - 2005 : Utah - 2006 : Utah - 2007 : Utah - 2008 : BYU - 2009 : San Diego State - 2010 : BYU - 2011 : New Mexico - 2012 : San Diego State - 2013 : San Diego State - 2014 : San Diego State - 2015 : San Jose State - 2016 : UNLV - 2017 : San Diego State - 2018 : San Jose State - 2019 : Boise State |  | Basket-ball masculin - 1999-00 : UNLV - 2000-01 : BYU - 2001-02 : San Diego State - 2002-03 : Colorado State - 2003-04 : Utah - 2004-05 : New Mexico - 2005-06 : San Diego State - 2006-07 : UNLV - 2007-08 : UNLV - 2008-09 : Utah - 2009-10 : San Diego State - 2010-11 : San Diego State - 2011-12 : New Mexico - 2012-13 : New Mexico - 2013-14 : New Mexico - 2014-15 : Wyoming Basket-ball féminin - 1999-00 : Utah - 2000-01 : Utah - 2001-02 : Colorado State - 2002-03 : Utah - 2003-04 : New Mexico/Utah - 2004-05 : New Mexico/Utah - 2005-06 : BYU - 2006-07 : New Mexico - 2007-08 : New Mexico - 2008-09 : Utah - 2009-10 : San Diego State - 2010-11 : Utah - 2011-12 : San Diego State - 2012-13 : Fresno State - 2013-14 : Fresno State - 2014-15 : Boise State |  | Baseball - 2000 : New Mexico - 2001 : BYU - 2002 : San Diego State - 2003 : UNLV - 2004 : San Diego State - 2005 : UNLV - 2006 : TCU - 2007 : TCU - 2008 : TCU - 2009 : Utah - 2010 : TCU - 2011 : New Mexico - 2012 : New Mexico - 2013 : San Diego State - 2014 : San Diego State - 2015 : San Diego State - 2016 : New Mexico - 2017 : San Diego State - 2018 : San Diego State - 2019 : Fresno State Softball - 2000 : Utah - 2001 : BYU - 2002 : San Diego State - 2003 : San Diego State - 2004 : Colorado State - 2005 : BYU - 2006 : Utah - 2006 : Utah - 2007 : BYU - 2008 : San Diego State - 2009 : BYU - 2010 : BYU - 2011 : BYU - 2012 : San Diego State - 2013 : San Diego State - 2014 : San Diego State - 2015 : Fresno State - 2016 : Fresno State - 2017 : San Jose State - 2018 : Boise State - 2019 : Colorado State |